# Džon Karpenter
Džon Hauard Karpenter (engl. John Howard Carpenter; Njujork, 16. januar 1948) američki je filmski reditelj, scenarista, producent, montažer i kompozitor. 
Iako je snimao žanrovski različite filmove, u istoriji filma ostaće upamćen po hororima i naučnofantastičnim filmovima, snimljenim 70-ih i 80- godina 20. veka. Njegovi su najznačajniji filmovi (imali su uspeha i kod publike i kod kritike) Noć veštica (1978), Bekstvo iz Njujorka (1981) i Čovek sa zvezda (1984). Mnogi Karpenterovi filmovi, kao što su Tamna zvezda (1974), Napad na policijsku stanicu broj 13 (1976), Magla (1980), Stvor (1982), Kristina (1983), Velika gužva u kineskoj četvrti (1986) i Oni žive (1988) vremenom su stekli kultni status, a Karpenter je priznat za uticajnog filmskog stvaraoca.

## Filmografija
| Godina | Naslov                      | Distributer                                         |
| ------ | --------------------------- | --------------------------------------------------- |
| 1974   | Dark Star                   | Bryanston Distributing Company                      |
| 1976   | Assault on Precinct 13      | Turtle Releasing Organization                       |
| 1978   | Noć veštica                 | Compass International Pictures / Aquarius Releasing |
| 1980   | Magla                       | AVCO Embassy Pictures                               |
| 1981   | Escape from New York        | AVCO Embassy Pictures                               |
| 1982   | The Thing                   | Universal Pictures                                  |
| 1983   | Christine                   | Columbia Pictures                                   |
| 1984   | Starman                     | Columbia Pictures                                   |
| 1986   | Big Trouble in Little China | 20th Century Fox                                    |
| 1987   | Prince of Darkness          | Universal Pictures / Carolco Pictures               |
| 1988   | They Live                   | Universal Pictures / Carolco Pictures               |
| 1992   | Memoirs of an Invisible Man | Warner Bros.                                        |
| 1994   | In the Mouth of Madness     | New Line Cinema                                     |
| 1995   | Village of the Damned       | Universal Pictures                                  |
| 1996   | Escape from L.A.            | Paramount Pictures                                  |
| 1998   | Vampires                    | Sony Pictures Releasing                             |
| 2001   | Ghosts of Mars              | Screen Gems                                         |
| 2010   | The Ward                    | ARC Entertainment / XLrator Media                   |

### Diskografija
| Godina | Naslov                             |
| ------ | ---------------------------------- |
| 1979   | Halloween                          |
| 1980   | Dark Star                          |
| 1981   | Escape from New York               |
| 1981   | Halloween II                       |
| 1982   | Halloween III                      |
| 1984   | The Fog                            |
| 1986   | Big Trouble in Little China        |
| 1987   | Prince of Darkness                 |
| 1988   | They Live                          |
| 1989   | Christine                          |
| 1993   | Body Bags                          |
| 1995   | In the Mouth of Madness            |
| 1995   | Village of the Damned              |
| 1996   | Escape from L.A.                   |
| 1998   | Vampires                           |
| 2001   | Ghosts of Mars                     |
| 2003   | Assault on Precinct 13             |
| 2015   | Lost Themes                        |
| 2016   | Lost Themes II                     |
| 2018   | Halloween                          |
| 2021   | Lost Themes III: Alive After Death |
| 2021   | Halloween Kills                    |
| 2022   | Firestarter                        |
| 2022   | Halloween Ends                     |